# Doyen de l'Assemblée nationale du Québec
Pour les articles homonymes, voir Doyen de l'Assemblée nationale.

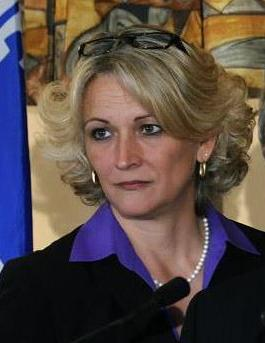
Lise Thériault, actuelle doyenne.

Le doyen de l'Assemblée nationale du Québec « est le plus ancien membre de l’Assemblée qui n’est ni candidat à la charge de président, ni ministre, ni chef d’un groupe parlementaire, ni membre de la Commission de l’Assemblée nationale ». Le doyen préside à l'élection du président de l'Assemblée nationale du Québec.
Depuis l'élection générale de 2018, l'actuelle doyenne est Lise Thériault, députée du Parti libéral du Québec pour la circonscription d'Anjou–Louis-Riel, élue le 15 avril 2002 et réélue sans interruption depuis lors.

## Rôle
Depuis 1984, le doyen préside à l'élection du président de l'Assemblée nationale, dès le début de la première séance de chaque législature ou à tout autre moment, en cas de vacance de la charge de président. Pour procéder à l'élection, le doyen a les mêmes pouvoirs que ceux possédés par président de l'Assemblée lors des travaux réguliers, c'est donc dire qu'il ouvre les séances de débats et décide quand y mettre fin, ramène les parlementaires à l'ordre au besoin, etc,. Avant 1984, ce rôle était rempli par le secrétaire général (ou greffier) de l'Assemblée nationale. Il s'agit de sa seule fonction. Toutefois, il peut arriver qu'on utilise en outre ce titre de façon honorifique.

## Historique
Ce n'est que depuis 1984 que le doyen est officiellement défini et a un rôle à l'Assemblée nationale, tel qu'énoncé dans le Règlement de l'Assemblée nationale.
Auparavant, la perception du doyen n'a pas été constante à travers l'histoire. Ainsi, en 1924, Arthur Plante (en) se considérait doyen, bien qu'il eût siégé pas plus de huit ans à ce moment-là. Il était le plus vieux député en âge.

## Liste
La liste ci-dessous n'est pas fondée sur la définition du doyen de l'Assemblée nationale du Québec. Il s'agit d'une liste qui n'est fondée que sur l'ancienneté des députés et qui pourrait donc être faite si on se référait plutôt à une définition semblable à celle du doyen du Sénat des États-Unis ou à celle du doyen de la Chambre des représentants des États-Unis.
| Nom                        | Circonscription                     | Parti                             | Années à l'Assemblée | Années comme doyen | Notes |
| -------------------------- | ----------------------------------- | --------------------------------- | -------------------- | ------------------ | --- |
| Félix-Gabriel Marchand     | Saint-Jean                          | Libéral                           | 1867-1900            | (1892)-1900        | |
| Honoré Petit               | Chicoutimi-Saguenay puis Chicoutimi | Conservateur puis Libéral         | 1892-1919            | (1917)-1919        | |
| Louis-Alexandre Taschereau | Montmorency                         | Libéral                           | 1900-1936            | (1925)-1936        | |
| Télesphore-Damien Bouchard | Saint-Hyacinthe                     | Libéral                           | 1912-1944            | (1940)-1944        | |
| Maurice Duplessis          | Trois-Rivières                      | Conservateur puis Union nationale | 1927-1959            | (1952)-1959        | |
| Paul Sauvé                 | Deux-Montagnes                      | Conservateur                      | 1930-1935            | -                  | |
| Paul Sauvé                 | Deux-Montagnes                      | Union nationale                   | 1936-1960            | 1960               | |
| Antonio Élie               | Yamaska                             | Conservateur puis Union nationale | 1931-1966            | 1960-1966          | |
| Maurice Bellemare          | Champlain                           | Union nationale                   | 1940-1970            | -                  | |
| Maurice Bellemare          | Johnson                             | Union nationale                   | 1976-1979            | ?-1970 (1974)-1979 | |
| Gérard D. Levesque         | Bonaventure                         | Libéral                           | 1956-1993            | (1981)-1993        | |
| John Ciaccia               | Mont-Royal                          | Libéral                           | 1973-1998            | ?-1998             | |
| Guy Chevrette              | Joliette-Montcalm puis Joliette     | Parti québécois                   | 1976-2002            | (2001)-2002        | Jacques Brassard a, à ce moment, la même ancienneté, mais est plus jeune. |
| François Gendron           | Abitibi-Ouest                       | Parti québécois                   | 1976-2018            | 2002-2018          | Gendron ne préside pas plusieurs élections du président de l'Assemblée. Il est ministre des Ressources naturelles en 2002, il est candidat lors de l'élection du Président de 2008, il est membre de la Commission de l'Assemblée nationale en 2011 et il est vice-premier ministre du Québec lors de l'élection de 2012. |
| François Legault           | Rousseau                            | Parti québécois                   | 1998-2009            | -                  | |
| François Legault           | L'Assomption                        | Coalition avenir Québec           | 2012-                | 2018-              | N'est pas doyen au sens officiel car il est chef du groupe parlementaire de la CAQ. |